# Municipio de Buxton
El municipio de Buxton (en inglés: Buxton Township) es un municipio ubicado en el condado de Traill en el estado estadounidense de Dakota del Norte. En el año 2010 tenía una población de 107 habitantes y una densidad poblacional de 1,18 personas por km².

## Geografía
El municipio de Buxton se encuentra ubicado en las coordenadas 47°37′42″N 97°9′21″O / 47.62833, -97.15583. Según la Oficina del Censo de los Estados Unidos, el municipio tiene una superficie total de 90.93 km², de la cual 90,93 km² corresponden a tierra firme y (0 %) 0 km² es agua.

## Demografía
Según el censo de 2010, había 107 personas residiendo en el municipio de Buxton. La densidad de población era de 1,18 hab./km². De los 107 habitantes, el municipio de Buxton estaba compuesto por el 96,26 % blancos, el 0,93 % eran afroamericanos, el 0,93 % eran amerindios y el 1,87 % eran de una mezcla de razas. Del total de la población el 4,67 % eran hispanos o latinos de cualquier raza.